# Reagens
Een reagens (Latijns meervoud: reagentia) is een chemische stof of een mengsel van chemische stoffen dat wordt gebruikt tijdens een chemisch experiment. Vaak worden de termen reagens en reactant door elkaar gebruikt. Dit zijn echter verschillende concepten. Een reagens reageert niet mee tijdens de chemische reactie. Voorbeelden zijn oplosmiddelen en katalysatoren. Een reactant is echter een stof die tijdens een chemische reactie ook zelf meereageert. De term reagens wordt ook gebruikt bij analytische bepalingen van een stof, door middel van een andere stof.
Er zijn in het laboratorium verschillende eisen aan een reagens, vooral met betrekking tot de zuiverheid: bij chemische analyse is vaak een grotere zuiverheid van belang, omdat vervuiling van het reagens invloed kan hebben op het resultaat van de analyse. Ook bij een chemische synthese is het soms noodzakelijk om een zuiver reagens te gebruiken, bijvoorbeeld bij bepaalde reacties met isomeren, waarbij de stereochemie bij de reactie van belang is.

## Typen reagentia
Er worden twee typen reagentia onderscheiden: de kwantitatieve en de kwalitatieve reagentia.

### Kwantitatieve reagentia
Een dergelijk reagens wordt gebruikt om een hoeveelheid stof te bepalen. Hierbij moet er sprake zijn van zeer grote zuiverheid omdat anders het experiment een verkeerd resultaat zal opleveren. Het betreft hier altijd zeer zuivere stoffen (bijvoorbeeld 99,9% zuiver), of stoffen opgelost in een geschikt oplosmiddel. Een titervloeistof van 0,1 mol/L HCl is een voorbeeld van een kwantitatief reagens. Met een kwantitatief reagens kan ook een vaste stof als kaliumnitraat bedoeld worden.

### Kwalitatieve reagentia
Met deze stoffen of oplossingen worden vaak stoffen enkel kwalitatief aangetoond, er wordt dus enkel gekeken of een bepaalde component aanwezig is in een mengsel. Een goed voorbeeld is het fehlingsreagens dat reducerende sachariden aan kan tonen. Of een alcoholische jood-oplossing die gebruikt wordt om zetmeel aan te tonen. De meeste kwantitatieve reagentia hebben als functie om een visuele reactie op te wekken met het te bepalen component.